# Władysław Szuszkiewicz
Władysław Szuszkiewicz, född den 12 november 1938 i Vilnius, Litauen, död 14 november 2007 i Szczecin, Polen, var en polsk kanotist.
Han tog OS-brons i K-2 1000 meter i samband med de olympiska kanottävlingarna 1972 i München.